# Pilatusmarkt Kriens
Der Pilatusmarkt Kriens ist ein Einkaufszentrum in Kriens in der Zentralschweiz.

## Lage und Nutzung
Das Zentrum wurde im März 2006 eröffnet, es ist die viertgrösste Shopping Mall der Zentralschweiz mit 21'500 m² Nettoverkaufsfläche und 1'320 gedeckten Parkplätzen. Es enthält neben rund 40 Fachgeschäften einen grossen Supermarkt (Coop Megastore), einen Baumarkt (Jumbo), ein Warenhaus (Coop City) und drei Restaurants. Die Innenarchitektur wurde von dem Londoner Büro Chapman Taylor in einer lichten Mischung aus Metall und Glas entworfen.
Der Pilatusmarkt liegt im Entwicklungsgebiet Luzern Süd direkt an der Autobahnausfahrt A2 Ausfahrt Luzern-Horw, d. h. am südwestlichen Rand der Stadt Luzern, zwischen den Orten Kriens und Horw, nahe Hergiswil NW. Das Einkaufszentrum verfügt über eine eigene Bushaltestelle direkt vor dem Eingang, die von den Buslinien 14, 16 und 21 bedient wird und damit die Verbindungen nach Kriens, Horw und in die Stadt Luzern sicherstellt. Weiter ist der Pilatusmarkt ab dem Bahnhof Horw (5 Minuten Gehzeit) durch die S-Bahnen S4, S5 und S41 erschlossen.

## Trivia
Zwischen 1976 und 2006 existierte bereits ein Einkaufszentrum mit dem Namen Pilatus Markt in Kriens. Dieses lag im Gebiet Nidfeld in unmittelbarer Nähe der damaligen Coop-Verteilzentrale. Der Laden schloss mit der Eröffnung des neuen Standortes.